# Гендер у фантастиці
Гендер є важливою темою, що досліджується в фантастиці. Жанри, які складають фантастику[a], наукову фантастику, фентезі, надприродну фантастику, жахи, фантастику про супергероїв, наукову фантастику та споріднені жанри (утопічна та антиутопічна фантастика), завжди надавали письменникам можливість досліджувати соціальні традиційності, включаючи стать, гендерні ролі та переконання щодо статі. Як і всі літературні форми, жанр наукової фантастики відображає народні уявлення про епохи, в які творили окремі творці; і реакцію творців на гендерні стереотипи та гендерні ролі.
Багато письменників вирішили писати, практично не ставлячи під сумнів гендерні ролі, натомість ефективно відображаючи гендерні ролі власної культури у своєму вигаданому світі. Проте багато інших авторів вирішили використовувати наукову фантастику та нереалістичні формати, щоб досліджувати культурні традиційності, зокрема гендерні ролі. У цій статті обговорюються роботи, які досліджують або розширюють трактування гендеру в науковій фантастиці.
На додаток до людської статі, наукова фантастика розширила ідею ґендеру, включивши трансгендерних людей, істот гіпотетичних інопланетних видів і роботів, а також уявну трансреальну стать, наприклад, інопланетян, які є справжніми гермафродитами або мають третю стать, або роботів які можуть змінювати стать за бажанням чи не мають статі.

## Критичний аналіз
Наукова фантастика була описана як корисний інструмент для вивчення суспільного ставлення та уявлень про гендер; це особливо вірно для літератури, більше ніж для інших медіа. Традиційні жанри фантастичної літератури спонукають письменників досліджувати тему біологічної статі та представляти альтернативні моделі для суспільств і персонажів з різними переконаннями щодо статі. Екстраполяція початкової фантастичної передумови може так само легко початися з ідеї про шлюбні звичаї чи хромосоми, як і технологічні зміни. Незважаючи на цей потенціал, кажуть, що фантастика представляє лише ідеї про стать і гендер, які є модними або суперечливими в наш час, які потім проєктуються в майбутнє або фантастичне середовище.
Зокрема, наукова фантастика традиційно була пуританським жанром, орієнтованим на чоловічу авдиторію, і її описували як жанр, написаний чоловіками для чоловіків, а іноді й для хлопчиків. Більшість стереотипних тропів наукової фантастики, таких як інопланетяни, роботи чи надздібності, можуть бути використані таким чином, щоб бути метафорами для гендеру.
Вважається, що фентезі більше сприймає жінок, ніж наукова фантастика чи жахи (і пропонує більше ролей, ніж історична фантастика чи романтика), але рідко намагається поставити під сумнів чи підірвати упередження щодо чоловічої переваги. Схильність наукової фантастики дивитися в майбутнє й уявляти різні суспільства дає їй можливість досліджувати гендерні ролі та упередження, тоді як використання архетипів і квазіісторичних умов у фентезі часто включало патріархат.

### Зображення жінок

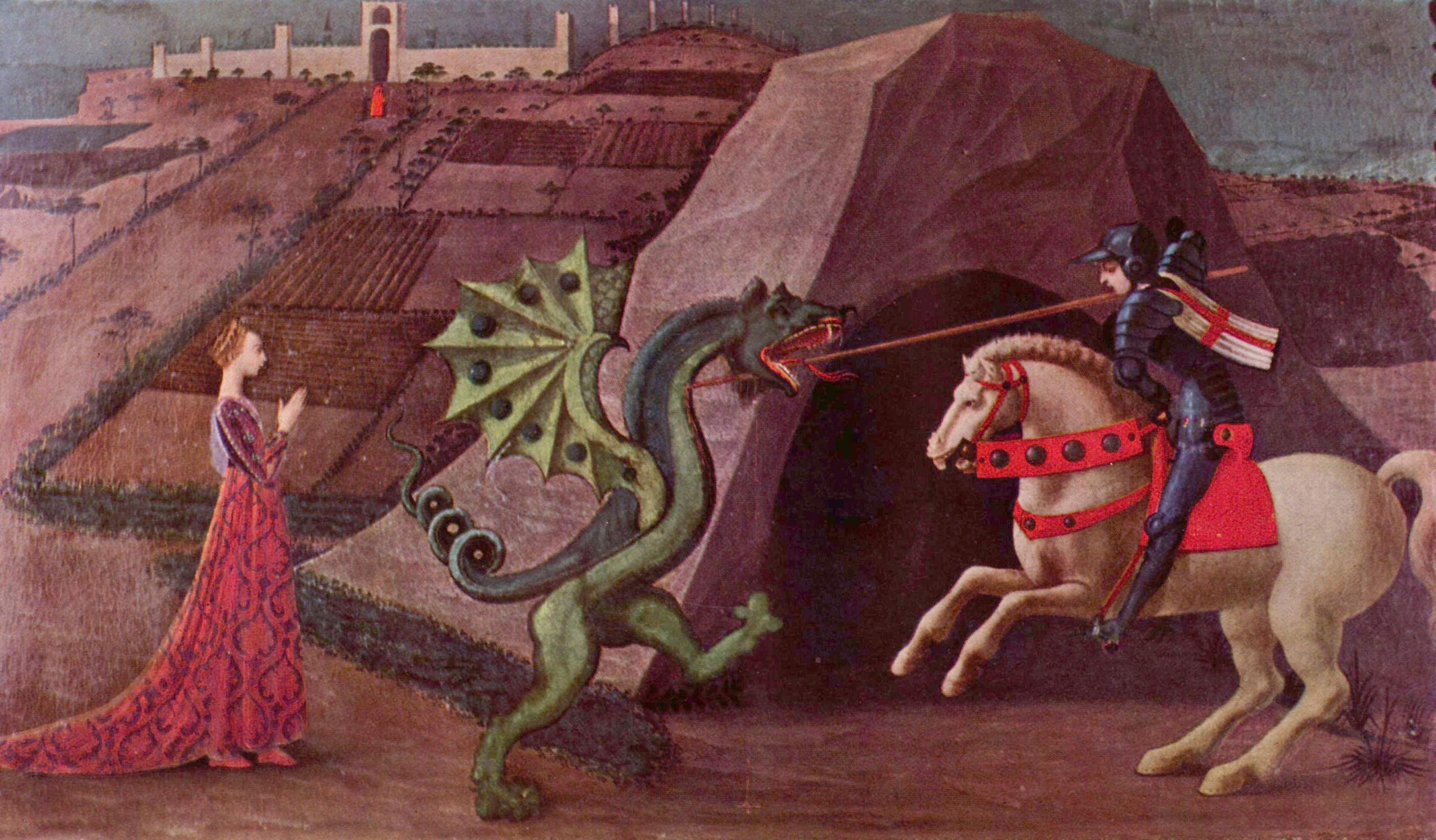
Принцеса і дракон, Паоло Уччелло, бл. 1470, класичне зображення діви в біді

Зображення жінок у жанрах фантастики дуже різнилося протягом історії жанрів. Деякі письменники та художники кинули виклик гендерним нормам свого суспільства, створюючи свої роботи; інші ні. Серед тих, хто кинули виклик загальноприйнятому розумінню та зображенню статі та сексуальності, були значні відмінності. У загальноприйнятому уявленні про роль персонажок у науково-фантастичних творах тривалий час домінував один із двох стереотипів: жінка зла (лиходійка) або безпорадна (діва в біді). Ці персонажки, як правило, фізично привабливі та провокаційно одягнені, часто в мізерних обладунках і вимагають спокути та підтвердження героєм-чоловіком.
З появою більш сучасної фантастичної літератури з'являються нові гендерні ролі та спосіб розгляду жіночих істот. Глядачі бачать фемінність у новому світлі, оскільки все більше авторок і шанувальниць приходять у світ фантастики. Були персонажки у вигляді сильних воячок та головних героїнь, які можуть самостійно думати та приймати рішення. Приклади можна побачити в багатьох текстах, таких як «Володар кілець» Дж. Р. Р. Толкіна і «Людина у високому замку» Філіпа Діка. Оскільки все більше жінок стають читачками і шанувальницями наукової фантастики, зображення персонажок змінюється так само, як сама фантастика.
Першою критичною роботою, присвяченою жінкам у фантастиці, був Symposium: жінки у науковій фантастиці (1975) під редакцією Джеффрі Д. Сміта, а інші впливові праці включають Майбутні жінки: Критична антологія (1981) під редакцією Марлін Барр.

### Роботи, кіборги та зображення жінок
Гіноїд — робот, створений так, щоб виглядати як жінка порівняно з андроїдом, створеним за зразком людини чоловічої статі (або безстатевої). Гіноїди «непереборно пов'язані» з чоловічою хіттю і в основному створені як сексуальні об'єкти, які не мають користі, окрім «задоволення насильницьких сексуальних бажань чоловіків». У художній літературі існує давня традиція чоловіків, які намагаються створити стереотип «ідеальної жінки». Приклади включають грецький міф про Пігмаліона та роботку Марію у фільмі Фріца Ланга «Метрополіс», а також класичний фільм 1970-х «Степфордські дружини». Жінки-кіборги так само використовувалися в художній літературі, де природні тіла змінювалися, щоб стати об'єктами фантазії. Фантастика про гіноїдів чи жінок-кіборгів підкріплює «есенціалістські ідеї жіночності».

### Зображення чоловіків
Багато героїв-чоловіків наукової фантастики є відображенням єдиного героїчного архетипу, часто мають наукові покликання чи інтереси та є «крутими, раціональними, компетентними», «надзвичайно безстатевими», взаємозамінними та м'якими. Аннет Кун стверджує, що ці безстатеві персонажі намагаються здобути незалежність від жінок і матерів, і що це та їх незмінна механічна майстерність є тим, що дає їм шанувальників. «Суперчоловік» і хлопчик-геній також є поширеними стереотипами, які часто втілюють чоловічі персонажі.
У той час як фетишизовані об'єкти є жіночими, гендерні дослідження дійшли висновку, що маскулінність у літературі походить із соціологічних концепцій. За словами Джонатана Резерфорда, складну природу маскулінності спрощують і роблять більш зрозумілою, ніж фемінність. Таким чином, концепція гегемонної маскулінності була предметом дослідження. Більш відома як універсальне визначення сучасного сприйняття маскулінності, гегемонічна маскулінність припускає, що існує спектр маскулінності, оскільки це поняття походить від постструктуралізму. Незважаючи на те, що маскулінність, як правило, визначається під єдиним тропом того, яким має бути головний герой-чоловік, більшість чоловіків не заохочують це поняття. Таким же чином більшість чоловіків, які намагаються змінити гендерні ролі в багатьох суспільствах, від неоліберальних до мілітаристських.
Критики стверджують, що значна частина наукової фантастики фетишизує маскулінність, і що включення технологій у наукову фантастику є метафорою уявної футуристичної маскулінності. Прикладами є використання «гіпермаскулінних кіборгів і консольних ковбоїв». Такі технології є бажаними, оскільки вони підтверджують маскулінність читачів і захищають від фемінізації. Ця фетишизація маскулінності за допомогою технологій у науковій фантастиці відрізняється від типової фетишизації в інших жанрах, де фетишований об'єкт завжди є жіночим.
У книзі «Поширення мізандрії» стверджується, що наукова фантастика часто використовується для необґрунтованих політичних претензій щодо статі та спроби звинуватити чоловіків у всіх бідах суспільства.

### Зображення трансгендерів
Хоча здатність змінювати стать поширена в спекулятивній та науковій фантастиці, трансгендерних людських персонажів дуже мало представлено, і вони використовуються лише як сюжетний засіб для автора. Автори-чоловіки використовують здатність змінювати стать або міркуючи про медичні технології, або втілюючи ідеал жіночності. Жінки-авторки використовують зміну статі, щоб обговорити умови ідентифікації жінки. Обидва створюють трансідентифікованих персонажів як карикатури на жінок, а не повноцінних людей. Ситуація починає змінюватися, оскільки все більше транс- та квір-авторів пишуть у жанрах фантастики.

### Одностатеві світи: утопії та антиутопії
Одностатеві світи або одностатеві суспільства вже давно є одним із основних способів дослідження наслідків статі та гендеру. У фантастичній літературі уявлялося, що жіночі світи виникають під дією хвороби, яка знищує чоловіків, разом із розвитком технологічних або містичних методів, які дозволяють жіноче партеногенне розмноження. 
Письменниці-феміністки часто показують суспільство, яке виникло в результаті утопічним. У 1970-х було написано багато впливових феміністичних утопій такого роду; найчастіше досліджувані приклади включають Джоанну Расс «Жіночий чоловік», Сюзі Маккі Чарнас «Прогулянка на край світу» та «Материнська лінія», «Жінка на краю часу»Мардж Пірсі. Утопії, створені авторами-чоловіками, зазвичай включали рівність між статями, а не розділення. Такі світи найчастіше зображували лесбійські чи феміністські авторки; використання жіночих світів дозволяє досліджувати жіночу незалежність і свободу від патріархату. Суспільства не обов'язково можуть бути лесбійськими чи взагалі сексуальними — відомим раннім безстатевим прикладом є Їїзем'я (1915) Шарлотти Перкінс Гілмен. Суспільства, де є лише чоловіки, зустрічаються набагато рідше; одним із прикладів є Атос у фільмі «Етан з Атосу» (1986) Лоїс Макмастер Буджольд. Джоанна Расс припускає, що суспільства, де живуть лише чоловіки, не прийнято уявляти, оскільки чоловіки не відчувають себе пригнобленими, а отже, уявити світ, вільний від жінок, не означає збільшення свободи та не є таким привабливим.
Утопії використовувалися, щоб дослідити розгалуження гендеру як соціальної конструкції або жорстко встановленого імперативу. У «Золотій чаклунській породі» Мері Джентл стать не вибирається до досягнення зрілості і не впливає на соціальні ролі. Навпаки, Доріс Лессінг «Шлюби між зонами три, чотири та п'ять» (1980) припускає, що чоловічі та жіночі цінності притаманні статям і не можуть бути змінені, що робить компроміс між ними необхідним. «Сон султанки» (1905) Бегум Рохейя Сахават Госсейн, письменниці та ранньої мусульманської феміністки, — це історія про Леділенд — всесвіт, де жінки перемагають агресивних чоловіків. У «Моїй власній утопії» (1961) Елізабет Манн-Боргезе стать існує, але залежить від віку — безстатеві діти дорослішають у жінок, деякі з яких з часом стають чоловіками. Шарлін Болл пише в Енциклопедії жіночих досліджень, що використання фантастики для дослідження гендерних ролей у майбутніх суспільствах було більш поширеним у США порівняно з Європою та іншими країнами.

## Література

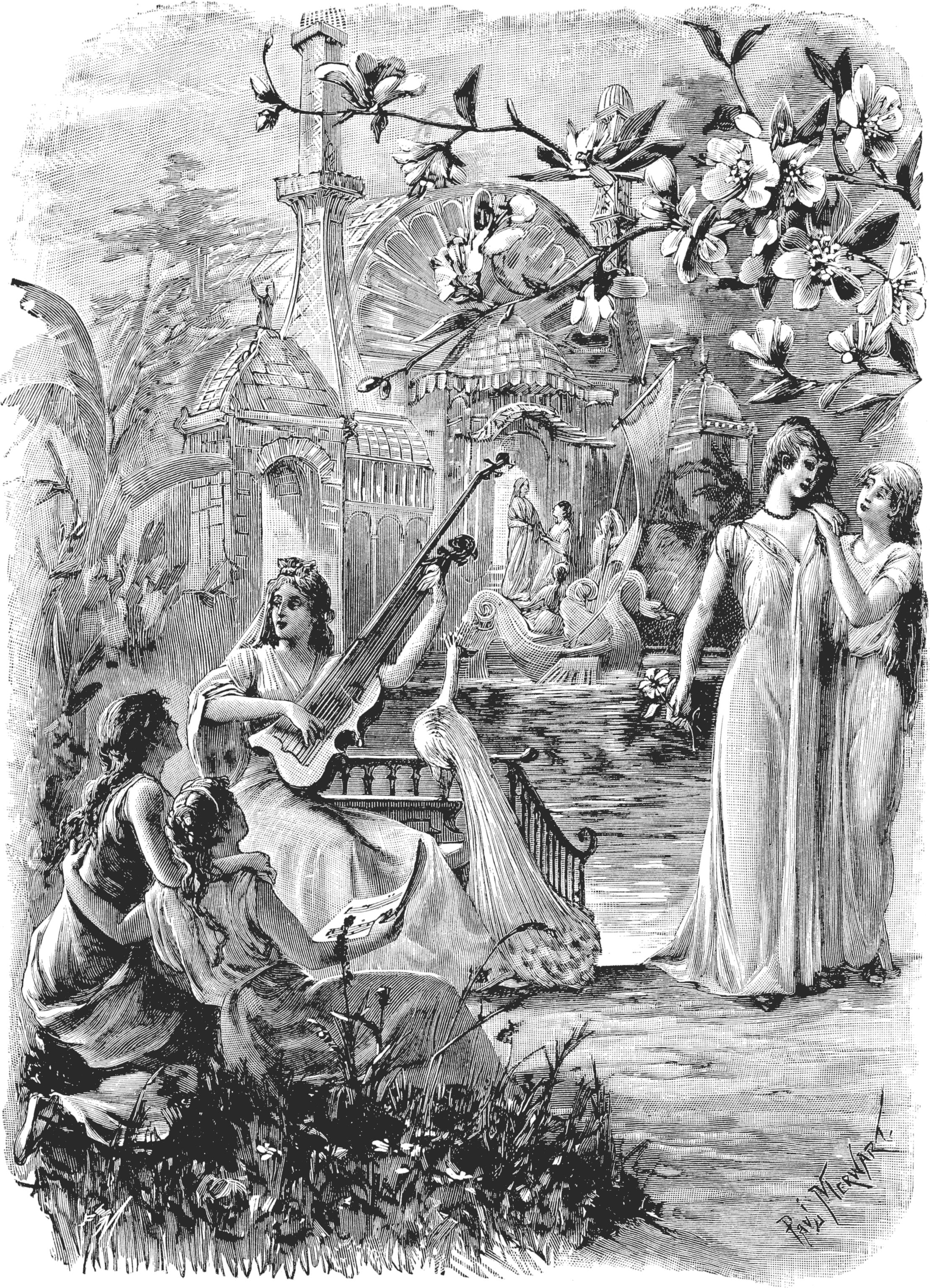
Ілюстрація 1911 року до «Кінець світу» Каміля Фламмаріона. Вигадане суспільство майбутнього, у якому всі жінки красиві та мають чудові голоси

### Протофантастика
На початку ХХ століття деякі письменниці повстали проти романів, у яких доблесні чоловіки рятували слабких жінок або боролися проти позбавлених гумору авторитарних жіночих режимів. Шарлотта Перкінс Гілмен написала Їїзем'я, важливу ранню феміністичну утопію, а Вірджинія Вульф написала Орландо. І Перкінс, і Вулф сильно ототожнювали себе з фемінізмом першої хвилі того періоду та його закликом до рівних прав і виборчого права для жінок.
З цією метою рушійною силою заклику до гендерної рівності є сприйняття жінок чоловіками. Зменшення цінності жінок до знецінення жіночих характеристик, ці гострі риси женоненависництва характеризують страх і ненависть чоловіків до жінок. У цьому ж ключі нездатність чоловіків мати вплив на протилежну стать викликала в них відчуття незначущості в більш примітивні часи.
Протягом багатьох років гендерна політика досліджувала нюанси та відмінності між гендерними ролями до такого стану, коли гендерна ідентичність втрачала своє значення. Таким чином, усунення гендерної дискримінації стало величезним кроком у правильному напрямку для виборчого права жінок і універсальних гендерних прав.

### Ера целюлози та Золотий вік (1920–1950-ті роки)
Зображення майбутніх суспільств у жанрі фантастики залишалися в основному патріархальними, а жіночі персонажі продовжували бути гендерно стереотипними та відведеними до стандартизованих ролей, які підтримували головних героїв-чоловіків. Ранні феміністські науково-фантастичні уявлення про жіночі утопії були перевернуті публіцистами, щоб розповісти застережні історії про «сексуальну війну», у якій сміливі чоловіки повинні були рятувати суспільство від безрадісних і диктаторських жінок, як правило, на задоволення обох статей. Аналог: наукова фантастика та факти Джона В. Кемпбелла була незвичайною тим, що на обкладинках не було зображено чоловіків із променевою зброєю та жінок із великими грудьми. Вільям Нолз написав у своїй статті Playboy 1960 року про епоху «Дівчата бога слизу», що
|  | Тремтячі груди не були чимось новим для героїв фантастичних фільмів тридцятих років. Космічні дівчата виражали більшість своїх емоцій через грудні м'язи. Груди коливалися, тремтіли, здіймалися, здригалися, танцювали або надувалися відповідно до настрою їхніх власниць. Насправді, якби герой тих часів був трохи спостережливішим і мав при собі рулетку, він міг би врятувати себе від багатьох неприємностей. Коли він відкривав повітряний шлюз і звідти вивалювалася розкішна безбілетниця в розірваній уніформі, йому зазвичай потрібно було п'ять-шість сторінок, щоб з'ясувати, чи була вона венеріанською шпигункою, тоді як читач знав це одразу. Якщо під розірваною уніформою виднілися випнуті молоді груди, з нею все було гаразд - можливо, це чиясь молодша сестра. Якщо у неї були нетерплячі, напружені груди, вона була героїнею. Але дівчина з гордими, зарозумілими грудьми, безумовно, була шпигункою, а стиглі, повні груди означали, що вона - королева піратів, і скоро все пекло вирветься на волю... |

Айзек Азімов не погодився, заявивши в 1969 році, що «до 1960 року ніде не існувало жодної галузі літератури (за винятком, можливо, дитячих оповідань у бюлетенях недільної школи), настільки пуританської, як наукова фантастика», і що Ноулз мав взяти свої цитати з одного «1938- 39», який, за словами Азімова, публікував «пікантні» історії для своїх «нечисленних читачів» перед «заслуженою смертю». Гелексі сайнс фікшн у своїй рецензії на «Чужинець на чужій землі» 1962 року сказав, що донедавна «персонажі наукової фантастики не мали статевих органів».
У 1940-х роках після Другої світової війни з'явилися такі письменниці, як Джудіт Мерріл і Лі Брекетт, які відновлювали жіночих персонажів і вимагали поваги. Кетрін Люсіль Мур є прикладом жінки, яка успішно пише чуттєві фантастичні казки під безстатевим псевдонімом. Її оповідання «Жінка не народилася» (1944),[b] в якому розум жіночої героїні переноситься в потужне тіло робота з жіночими атрибутами, є раннім прикладом твору, який кинув виклик гендерним стереотипам того часу, поєднавши жіночність із силою. Брайан Еттебері припускає, що якби робот виглядав чоловіком, стать була б нічим не помітною або навіть непомітною для читачів, оскільки чоловічі фігури могли б бути потужними.
В епоху пульпи були поширеними несприятливі презентації матріархальних суспільств і навіть антиутопій. У книзі Джона Віндема «Подумай про її шляхи» (1956), наприклад, чоловіче правління описано як репресивне для жінок, але свобода від патріархату була досягнута через авторитарне суспільство лише жінок, створене за зразком суспільства мурах.
У 1930-х роках як окремий видавничий жанр зародилося фентезі. Реагуючи проти жорстких, наукових, дегуманізуючих тенденцій сучасної наукової фантастики, ця нова галузь наукової фантастики спиралася на міфологічні та історичні традиції та романтичну літературу, включаючи грецьку та римську міфології, скандинавські саги, арабські ночі та пригодницькі історії, такі як «Три Мушкетери» Александра Дюма. Конвенції принесли з собою тенденцію до патріархату та поставили жінок у обмежувальні ролі, визначені ще в п'єсах Евріпіда. Ці ролі включали роль «діви-помічниці» або «репродуктивного демона».
У 1930-х роках також з'явився піджанр казок про меч і чари, що привнесло явну сексуалізацію у зображення жінок у фентезі. Хоча фізично більш здібні, жіночі персонажі часто продовжували діяти як помічники головних чоловіків, але тепер зображувалися як надзвичайно привабливі та дуже легко одягнені. Першою головною жіночою героїнею історії про меч і чаклунство була Джирель із Джойрі, створена К. Л. Муром і вперше з'явилася в «Поцілунку Чорного Бога» (Weird Tales, том 24, номер 4, жовтень 1934 р.).

### Нова хвиля (1960-1970-ті)
Тоді як 1940-і та 1950-ті роки називають Золотим віком наукової фантастики в цілому, 1960-і та 1970-ті вважаються найважливішими та впливовими періодами у вивченні гендеру в фантастиці.
У цей творчий період з'явилося багато впливових романів письменниць, у тому числі Ліва рука темряви" Урсули Ле Гуїн (1969), описана як книга, з якою фантастика «втратила невинність у питаннях статі та гендеру», і Обділені (1974); Найважливіші твори Джоанни Расс, зокрема Жіночий чоловік (1975), який багатьма вважається центральним твором жіночої фантастики, і Їх двоє (1978); роман Енн Маккефрі про кіборгів Корабель, який співав (1969); Два найвпливовіших романи Вонди Мак-Інтайр, Вигнанець, що чекає (1975) і Змія мрій (1978); Жінка на краю часу Мардж Пірсі (1976), найважливіший внесок у феміністичну фантастику авторки, відомої переважно реалістичними роботами; і кілька романів Октавії Батлер, особливо Споріднені (1979) і Дике сім'я (1980), які були описані як новаторські та створили афро-американський жіночий голос у фантастиці.
Важливі короткі оповідання включали багато оповідань Джеймса Тіптрі-молодшого (псевдонім Еліс Шелдон), наприклад Жінки, яких чоловіки не бачать (1973), Дівчина, яку підключили до розетки (1973) та Рішення для ґвинтів (1977).[c]
Ці роботи збіглися з початком застосування феміністської теорії до науки, створення самосвідомої феміністської наукової фантастики. Феміністичну фантастику відрізняє від попередньої феміністичної утопічної літератури більша увага до характеристики та включення гендерної рівності.
Письменники-чоловіки також почали по-новому підходити до зображення статі, а Семюел Ділейні зарекомендував себе як найрадикальніший голос серед чоловічих фантастів, які репрезентують альтернативну сексуальність і гендерні моделі в серії великих творів, що найважливіше (з повагою). до статі), у Тритон (1976). Ґері Вестфал зазначає, що «Гайнлайн є проблематичним випадком для феміністок; з одного боку, у його роботах часто представлені сильні жіночі персонажі та рішучі заяви про те, що жінки рівні або навіть перевершують чоловіків; але ці персонажі та твердження часто відображають безнадійно стереотипні погляди про типові жіночі атрибути. Викликає занепокоєння, наприклад, те, що в „Розширеному всесвіті“ Гайнлайн закликає до суспільства, де всі юристи та політики будуть жінками, в основному на тій підставі, що вони володіють таємничою жіночою практичністю, яку чоловіки не можуть повторити».

### Сучасна фантастика (1980–2000-ті)
До 1980-х років перетин фемінізму та наукової фантастики вже був головним фактором у створенні самої літератури.
Такі автори, як Нікола Гріффіт і Шері Теппер, часто пишуть на гендерні теми. Роботи Теппер були описані як «визначення феміністської наукової фантастики», і її трактування статі варіювалося від ранніх оптимістичних наукових фантазій, у яких жінки були такими ж здібними, як і чоловіки, до більш песимістичних творів, включаючи «Ворота в жіночу країну», в якому чоловіки є причиною війни та забруднення, і справжня рівність може бути досягнута лише шляхом повного виходу за межі людства.
У фільмі Енн Лекі (2013), удостоєному премії «Г'юго», «Неб'юла» та Артура Кларка Допоміжний елемент Справедливості, зображується суспільство, де стать є неважливою деталлю в житті людей. Це відноситься до більшості персонажів як до жінок, якщо тільки вони не говорять мовою, відмінною від домінуючої. Це залишає стать більшості персонажів незрозумілою.
Антологія Тим часом, в іншому місці за вересень 2017 року — це збірка оповідань, написаних трансгендерними авторами про трансгендерних персонажів. Антологія включає книгу Жанни Торнтон «Ангели тут, щоб нам допомогти», яка розповідає про доступ до технологій, грошей і привілеїв, а також книгу Райки Аокі «Подарунок» про молоду транссексуальну дівчину, яка виходить у світ, де бути трансгендером — це повністю прийнято. Книгу відредагували Кет Фіцпатрік і Кейсі Плетт і опублікувала Topside Press.

## Комікси

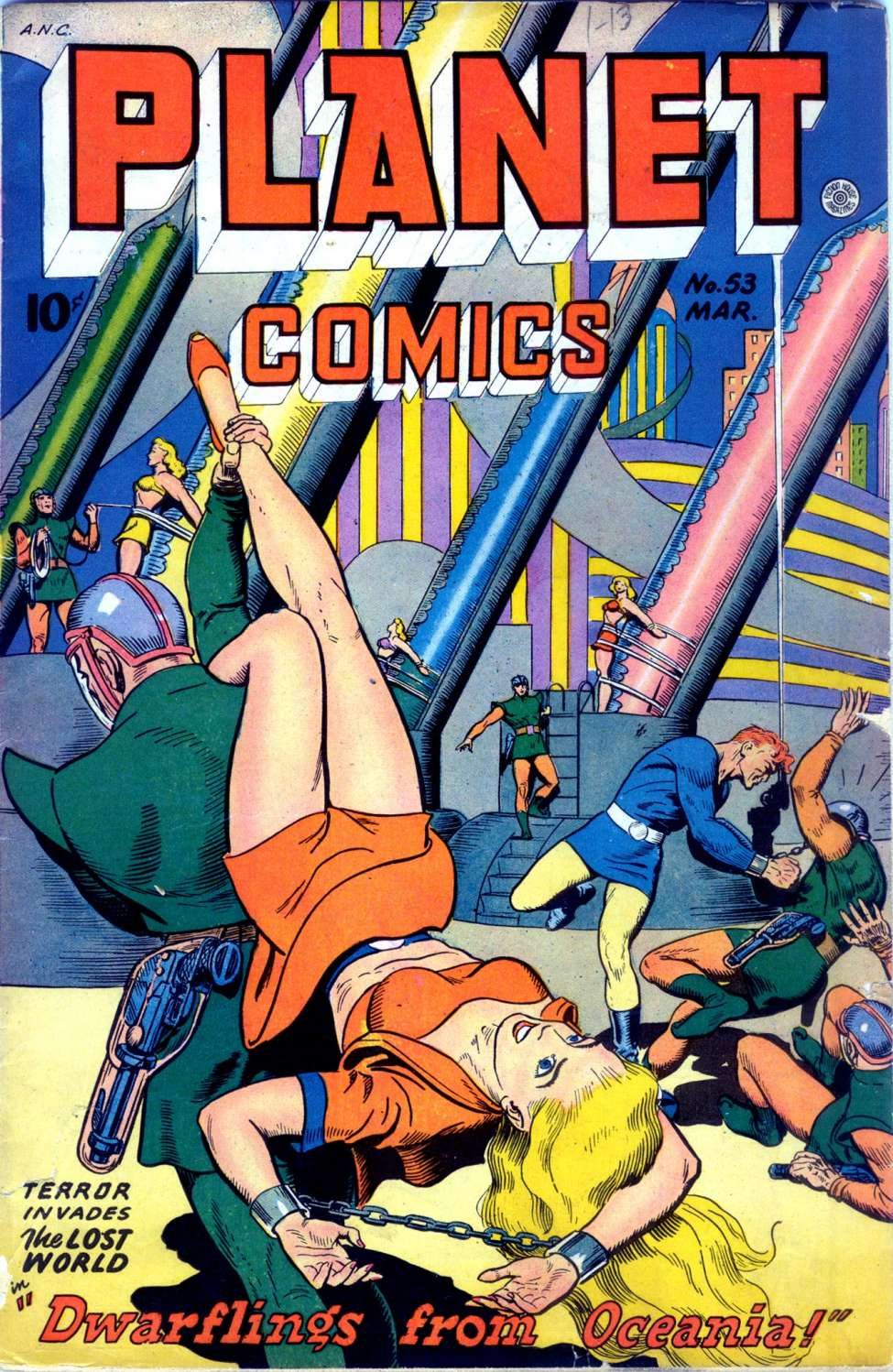
Обкладинка коміксів Планета № 53

Був час, коли дівчата читали комікси більше, ніж хлопчики, але ці комікси були загалом реалістичними, зосередженими на романтиці та кримінальних історіях. Однак протягом більшої частини їхнього існування аудиторія коміксів вважалася переважно чоловічою. Жіночі персонажки та супергероїні були націлені на цю читачів, а не на читачок. Хоча було створено багато супергероїнь, дуже небагато з них знімалися у власних серіалах або досягли самостійного успіху. Обговорювалися, чи причиною відсутності жіночої аудиторії є те, що письменникам-чоловікам незручно писати про жінок або для них, чи в індустрії коміксів домінують чоловіки через відсутність внутрішнього інтересу жінок до коміксів.
Першою відомою жінкою-супергероїнею є другорядна персонажка письменника-художника Флетчера Генкса Фантома, нестаріюча стародавня єгиптянка в сучасний час, яка могла перетворюватися на істоту з обличчям у вигляді черепа та суперздатністю боротися зі злом; вона дебютувала в 1940 році у видавництві Fiction Houses серії Jungle Comics.
На початку 1940-х років у лінійці DC домінували надсильні персонажі-чоловіки, такі як Зелений Ліхтар, Бетмен і Супермен. Першою широко впізнаваною супергероїнею стала Диво-жінка, створена Вільямом Марстоном для All-American Publications, однієї з трьох компаній, які об'єдналися в DC Comics. Марстон задумав, щоб персонажка була сильним жіночим зразком для наслідування для дівчат, зі «всією силою Супермена плюс усією привабливістю доброї та красивої жінки».
Таким чином, гендер Диво-жінки викликає конфлікт з моменту її задуму. У світлі цього Вертам визначив головні жіночі ролі в коміксах, щоб продемонструвати різкий контраст із нормами середини століття. Згодом персонажки коміксів сприймалися читачами як страшні. У свою чергу, цей архетип жіночого характеру часто називали «molls». Рерсонажки Moll іноді демонстрували розпусні та кримінальні нахили, водночас демонструючи жіночу свободу волі у фантастичному оточенні, яке ідеалізували жінки в суспільстві під час публікації коміксу.

## Кіно і телебачення

### Фільми

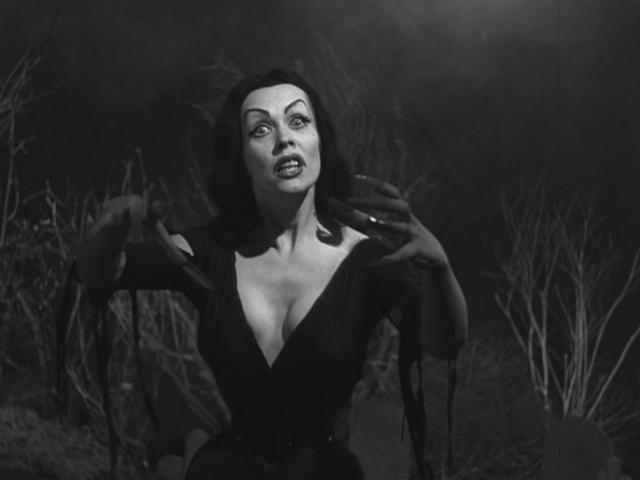
Майла Нурмі в ролі Вампіри в Плані 9 з відкритого космосу

Персонажок ранніх науково-фантастичних фільмів, таких як Барбарелла (1968), часто зображували як простих сексуальних істот.
Професорка Шеррі Іннесс сказала, що образи суворих жінок у пізнішій науковій фантастиці втілюють жіночі фантазії про розширення можливостей, такі як персонажки Шерроу в романі Ієна Бенкса «На темному тлі» (1993) або Алекс у фільмі Немезида 2, які обидві фізично перемагають чоловіків-нападників.
Іншим прикладом може бути зображення Жінки-кішки в коміксах DC, персонажки, який представляє ідеальну фантазію жіночого образу, що надає сили. Незважаючи на те, що спокусливий характер персонажки поляризує, Жінка-кішка слугує для жінок способом «усвідомити» силу та владу, яких жіноча аудиторія бажає у своєму житті. Попри те, що владна персонажка DC зарекомендувала себе як королева чирв серед читачок коміксів, її облягаючий комбінезон натякає, що її зовнішній вигляд призначений для чоловічої аудиторії. І все ж «Жінка-кішка» грає рушійну силу феміністичних ідей у літературі коміксів.

### Телебачення
Перше телебачення зображувало жінок переважно як ідеалізованих «ідеальних домогосподарок» або (часто чорношкірих) хатніх робітниць. До середини 1960-х і 1970-х років культурні звичаї пом'якшилися, і сексуальне об'єктивування жінок стало більш звичним явищем. У цей період також спостерігалося урізноманітнення жіночих ролей, з розмиванням між ролями домогосподарки середнього класу та працюючої матері та образами жінок різного віку, раси, класу, сексуальної орієнтації. Поява сильних персонажок, як-от в «Ангелах Чарлі», залишалася обмеженою асоціаціями влади з чоловічим схваленням.
У 1960-х і 70-х роках у телевізійні програми також почали включатися елементи НФ і фентезі.
Популярні ранні науково-фантастичні програми 1960-х примиряли використання науково-фантастичних тропів, які посилювали жінок, зі стереотипами жіночої соціальної сфери та жіночності. Це було помічено в таких популярних серіалах, як «Я мрію про Джинні» та «Зачарована», обидва з яких мають героїнь з магічними здібностями. Саманта з «Зачарованих» — відьма, яка вирішила використовувати свої здібності як домогосподарка, а її чоловік вважає за краще, щоб вона якомога більше обмежувала такі прояви влади, особливо коли вони можуть кинути виклик його его. Більшість її застосувань магії полягали в тому, щоб врятувати чоловіка від того, що він виглядав дурним перед однолітками, або усунути втручання її більш повноважної та феміністично налаштованої матері Ендори. На відміну від цього, головна героїня «Я мрію про Джинні» невміло виконувала свої обов'язки домогосподарки і, швидше за все, використовувала магію, коли вважала це доречним. Однак це завжди було на службі її «Господаря», який вимагав тримати в таємниці її природу як джини. Покірність і скупий одяг Джинні також ідентифікували її в основному як сексуальний об'єкт. Обидва проєкти показали, що жінки набувають більшої влади та видатності через метафору магії, але ця влада була обмежена готовністю жінок підкорятися чоловічій владі.
У 1960-х також відбулися перші спекулятивні презентації жінок поза сферою сімейного життя. Лейтенантка Ухура з «Зоряного шляху» є відомим раннім прикладом жінки-дослідниці космосу, і її раса зробила її прикладом для наслідування, зокрема, для чорношкірих жінок. Її включення в серіал приписують залученню більшої кількості жінок до наукової фантастики. Персонажка вважалася успіхом феміністичного руху та руху за громадянські права тієї епохи, представляючи ідеал расової рівності та здатності жінок знаходити значущу роботу поза шлюбом і сім'єю. Однак її роль ніколи не виходила за рамки футуристичної портьє, а її уніформа та помітне, але загалом безшумне розміщення на задньому плані сцени зробили її основною ласою зіркою серіалу.
Науково-фантастичні серіали 1970-х пішли в подібному ключі з фантастичними елементами, які використовувалися для фізичного розширення можливостей жінок, у той час як суспільство вимагало, щоб вони прикидалися типовими та незагрозливими. Приклади включають серіал Біонічна жінка і телевізійну адаптацію Диво-Жінка.